# Liberal Party (Philippinen)
Die Liberal Party (Filipino: Partido Liberal ng Pilipinas) der Philippinen ist eine liberale politische Partei. Sie wurde am 24. November 1945 als Abspaltung von der Nacionalista Party gegründet und ist damit die zweitälteste philippinische Partei. Ihr amtierender Parteipräsident ist Francis “Kiko” Pangilinan. Kurz nach dem Zweiten Weltkrieg stellte sie mit Manuel Roxas und Elpidio Quirino zweimal den Präsidenten. Benigno Aquino III, von 2010 bis 2016 Präsident der Philippinen, war ebenfalls Mitglied der Liberalen Partei. Sie ist Mitglied des Council of Asian Liberals and Democrats (CALD) sowie der Liberalen Internationalen (LI).

## Ideologie
Die Liberal Party beschreibt ihre Ideologie als linksliberal, wird aber oft der politischen Mitte oder dem Liberalismus zugehörig beschrieben. Sie lehnt eine Todesstrafe ab und stellte sich damit gegen Rodrigo Duterte. Historisch gesehen wurde die Liberal Party als konservative Partei beurteilt, bis sie unter der Diktatur Ferdinand Marcos Oppositionspartei wurde und eine liberalere Richtung einschlug.